# La Cofradía, Tacámbaro
La Cofradía är en ort i Mexiko.   Den ligger i kommunen Tacámbaro och delstaten Michoacán de Ocampo, i den södra delen av landet, 240 km väster om huvudstaden Mexico City. La Cofradía ligger 1 963 meter över havet och antalet invånare är 122.
Terrängen runt La Cofradía är huvudsakligen kuperad, men österut är den bergig. Terrängen runt La Cofradía sluttar söderut. Runt La Cofradía är det ganska tätbefolkat, med 65 invånare per kvadratkilometer. Närmaste större samhälle är Tacámbaro de Codallos, 9,1 km sydväst om La Cofradía. I omgivningarna runt La Cofradía växer huvudsakligen savannskog.